# Jonaswalde
Jonaswalde é um município da Alemanha localizado no distrito de Altenburger Land, estado da Turíngia.  Pertence ao Verwaltungsgemeinschaft de Oberes Sprottental.

## Demografia
Evolução da população (a partir de 1994, em 31 de dezembro):
| - 1933 - 213 - 1939 - 214 - 1994 - 356 - 1995 - 360 - 1996 - 358 | - 1997 - 358 - 1998 - 356 - 1999 - 357 - 2000 - 358 - 2001 - 355 | - 2002 - 356 - 2003 - 348 - 2004 - 354 |

 Fonte a partir de 1994: Thüringer Landesamt für Statistik